# Pseudomeliola
Pseudomeliola är ett släkte av svampar. Pseudomeliola ingår i familjen Parodiellaceae, ordningen Pleosporales, klassen Dothideomycetes, divisionen sporsäcksvampar och riket svampar.
|               | Parodiella                                                                             |
|               |                                                                                        |
| Pseudomeliola | \| \| Pseudomeliola brasiliensis \| \| \| \| \| \| Pseudomeliola grammodes \| \| \| \| |
|               | \| \| Pseudomeliola brasiliensis \| \| \| \| \| \| Pseudomeliola grammodes \| \| \| \| |
|               | Pseudomeliola brasiliensis                                                             |
|               |                                                                                        |
|               | Pseudomeliola grammodes                                                                |
|               |                                                                                        |

|  | Pseudomeliola brasiliensis |
|  |                            |
|  | Pseudomeliola grammodes    |
|  |                            |